# Nicolas Durand de Villegagnon
Nicolas Durand de Villegagnon (Provins, 1510 – Grez-sur-Loing, 9 de janeiro de 1571) foi um cavaleiro da Ordem de Malta e diplomata que, como oficial naval, alcançou a distinção e título de vice-almirante da Bretanha. Notabilizou-se, entre outros feitos, pela fundação de um estabelecimento colonial na costa do Brasil, a França Antártica, combatida e erradicada por forças portuguesas.

## VillegaignonouVillegagnon?
O sobrenome Villegaignon, com um i antes do segundo g, figura em uma assinatura fac-similada por Arthur Heullard (1897). Embora Paul Gaffarel, o próprio Heullard e Peillard, seus principais biógrafos, tenham ignorado o i, Chermont de Brito (1985), no Brasil, optou por grafar Villegaignon.
A utilização das duas formas é correta (e corrente no Brasil), uma vez que a forma ai é antiquada - mas utilizada em George Raeders no artigo "Villegaignon, vice-amiral de Bretagne au Brésil", na obra "La Bretagne. Le Portugal. Le Brésil - echanges et rapports" publicada pelas Universidades de Haute Bretagne, de Nantes e de Bretagne Occidentale, editado para comemorar o cinquentenário do ensino do Português na Bretanha.

## Biografia

### Juventude
Nasceu em Provins em uma data desconhecida de 1510, no seio de uma família católica importante na região. Sua família foi nobilitada em 1513, de acordo com alguns de seus biógrafos, ou 1516, segundo outros.
Aos onze anos de idade, quando perdeu o pai, um magistrado, o jovem Villegagnon já exibia bons conhecimentos de latim, a lingua franca da época. Nesse momento, a mãe decidiu encaminhá-lo para Paris (1521), a fim de prosseguir os estudos. Lá, o jovem se estabeleceu no Hôtel des Auges, frequentando os colégios religiosos La Manche e Montaigne, onde foi colega do jovem Calvino. Estas instituições prepararam-no para o ingresso na Universidade de Paris, onde concluiu o curso de Direito, aos vinte anos de idade (1530).
Os seus biógrafos são acordes em descrevê-lo como um indivíduo alto, de boa aparência, simpático, bem-falante, culto, hábil no manejo das armas, sempre bem-vestido (mesmo entre os indígenas brasileiros), respeitoso com os seus superiores, determinado, profundamente religioso e conhecedor da teologia católica.
Ao concluir os seus estudos, Villegagnon tentou ser admitido como advogado pelo parlamento de Paris. Após essa tentativa, entretanto, veio a abandonar o projeto de uma carreira como advogado, tendo solicitado o seu ingresso na escola de navegação da Ordem de Malta, que naquela época se instalava na ilha de Malta, com o fim de patrulhar as águas do Mediterrâneo, à época infestadas de piratas argelinos.

### Cavaleiro da Ordem de Malta

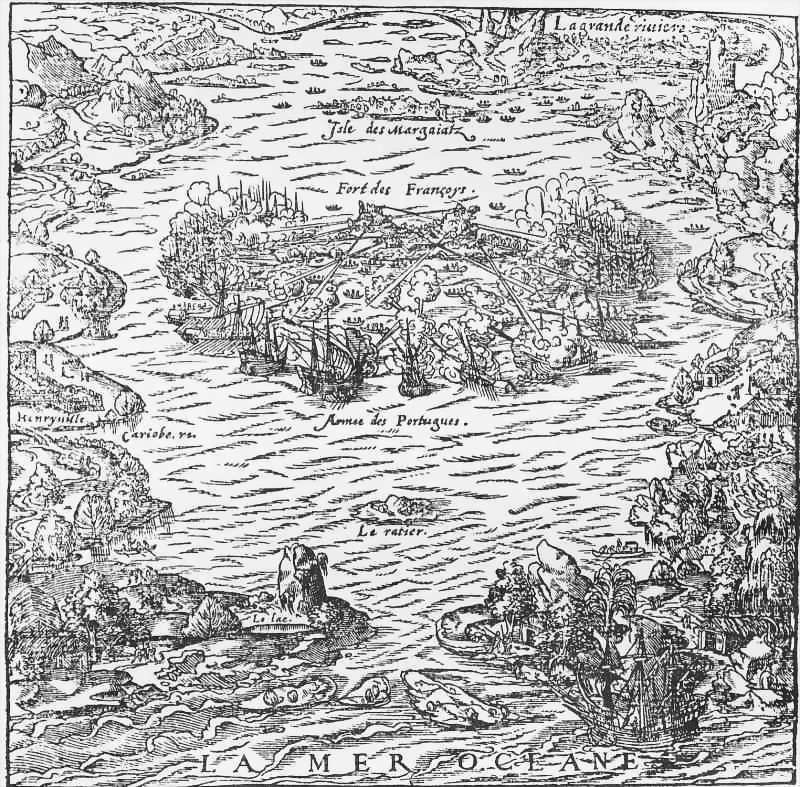
"Isle e Fort des François": ilustração do ataque português de março de 1560 ao Forte Coligny. In: THEVET, André. "La Cosmographie Universelle" (Paris, 1575).

Villegagnon permaneceu em treinamento entre 1531 e 1540, em terra e nas galés, aperfeiçoando-se na arte militar, de marinharia, da diplomacia e nas línguas, passando a dominar o italiano, o espanhol e o grego.

### Diplomata
Em 1540, foi enviado a Veneza, onde fez amizade com o poeta François Rabelais. Ali, o embaixador francês outorgou-lhe a missão de correio diplomático, incumbindo-o de entregar uma missiva de Francisco I de França ao sultão otomano, Solimão, o Magnífico. No retorno, trouxe a resposta do sultão até Turim (1541), onde conheceu e fez amizade com outro poeta, Pierre de Ronsard, sendo encarregado de entregar ao soberano as plantas das principais fortalezas do Ducado de Milão.
Tendo alcançado as boas graças do soberano, Villegagnon foi incorporado pela diplomacia francesa ao grupo de quatrocentos cavaleiros de Malta que integrou o exército do imperador Carlos V que marchou sobre Argel. A sua função era a de observador de campanha, reportando-a ao soberano francês. Villegagnon destacou-se em combate, vindo a ser ferido no braço esquerdo por um golpe de lança. O próprio imperador teria confortado Villegagnon na ocasião.
No retorno, convalescendo em Roma, Villegagnon escreveu um pequeno livreto de 24 páginas, narrando a campanha: Carolus V Imperatoris Expeditio in Africam ad Argeriam, obra que alcançou edições em Veneza, Antuérpia e Nuremberga (em latim) e em Lião (em francês), tendo agradado ao imperador, à corte e ao rei da França.
A missão seguinte de Villegagnon foi a de se dirigir a Budapeste, a fim de observar a concentração das forças de Carlos V e das de seu oponente, Suleimão, em termos de situação militar, quantidade e qualidade de tropas, armamentos e fortificações, o que desempenhou em poucas semanas (1542).
De volta à Itália, destacou-se na batalha de Cérisoles, vencida pelos franceses contra as tropas de Milão. De lá passou, às pressas, para Pontestura, com a missão de fortificar aquele castelo. Nesta fase, a atuação de Villegagnon no norte da Itália estendeu-se até 1547.
Henrique II da França também confiou missões diplomáticas a Villegagnon na Itália. Em Paris, entretanto, confiou-lhe a missão de varrer os piratas ingleses da costa da Bretanha, o que Villegagnon concluiu em poucas semanas, com o afundamento de cinco galés inglesas.
Confiante neste sucesso, o soberano francês incumbiu Villegagnon de uma nova e arriscada missão: o rapto da pequena Maria Stuart da Escócia, furtando-se ao rígido esquema de vigilância da esquadra inglesa. No comando de quatro galés, entre as quais a própria galé real, com remadores especialmente escolhidos nos cárceres franceses por seu ódio à Inglaterra, mediante a promessa de libertação, Villegagnon aproveitou-se do desembarque de uma força de seis mil franceses em Leith, na Escócia, para contornar o Norte do país, subindo o rio Clyde até ao Castelo de Dumbarton, onde embarcou a sua pequena passageira. Em agosto de 1548 desembarcaram em solo francês, próximo a Brest.
No auge de sua fama, Villegagnon retornou à Escócia transportando dobrões de ouro franceses para auxiliar os nobres católicos escoceses a resistir contra os ingleses, participou da defesa de Firth, arrasou as instalações inglesas na ilha de Guernsey e atacou as embarcações inglesas que encontrou em seu caminho.
Georges Raeders em seu artigo Villegaignon, vice-amiral de Bretagne au Brésil, acima referido, afirma que em seu retorno a Brest (ou a Morlaix) em 13 de agosto de 1548, depois do êxito da perigosa missão, foi honrado pelo rei com o título de Vice-Almirante da Bretanha.
Em 1551, Villegagnon dirigiu-se à ilha de Malta, para auxiliar na sua defesa diante do cerco imposto pelos otomanos, que chegaram a ocupar a vizinha ilha de Gozo naquele ano. Vitorioso, regressava a Paris com uma carta do grão-mestre da Ordem de Malta para o rei da França, quando a sua nau foi capturada pelas naus imperiais, sendo Villegagnon aprisionado no Castelo de Cremona. Apelando a Carlos V, conseguiu a sua libertação.
Em setembro de 1552 recebeu do governador da província da Bretanha, o duque de Étampes, a incumbência de fortificar o porto de Brest, ameaçado pela marinha inglesa. Segundo Raeders, morto o duque, o seu gênio irascível o levou a se desentender do capitão-tenente da capitania de Brest, Jerôme de Carné, e Henrique II terminou por se decidir, de modo político, contra Villegaignon.

### A França Antártica
No Verão de 1554 Villegagnon visitou secretamente a região de Cabo Frio, na costa do Brasil, onde seus compatriotas habitualmente escambavam. Ali obteve valiosas informações junto aos Tamoios, informando-se dos hábitos dos portugueses naquele litoral, colhendo dados essenciais ao futuro projeto de uma expedição para a fundação de um estabelecimento colonial. O local escolhido localizava-se cerca de duzentos quilômetros ao Sul: a baía de Guanabara, evitada pelos portugueses devido à hostilidade dos indígenas na região. O projeto concebia transformá-la em uma poderosa base militar e naval, de onde a Coroa Francesa poderia tentar o controle do comércio com as Índias. Embora na ocasião não a tenha visitado, estava acerca dela bem informado por André Thévet, que já a havia visitado por duas vezes, estando ciente de que os portugueses receavam os Tupinambás, indígenas ali estabelecidos. Na ocasião fez boas relações com ambos os povos (Tamoios e Tupinambás) recolhendo, além de valiosas informações, uma boa carga, com a qual lucrou ao retornar à França.
Em seu retorno à Corte, fez uma demorada exposição de quatro horas ao soberano e a Diana de Poitiers, convencendo-os das vantagens de uma colônia permanente na costa do Brasil.
Em fins de 1554, o soberano ordenou ao seu principal ministro, Gaspar II de Coligny (ainda católico à época), a preparação de uma expedição sigilosa ao Brasil, cujo comando entregou a Villegagnon. Embora tenha fornecido recursos modestos (apenas dez mil libras), os armadores de Dieppe (base do armador Jean Ango, experiente com a costa brasileira), decidiram investir na expedição. À falta de voluntários para integrá-la, Villegagnon percorreu as prisões da região Norte da França, prometendo a liberdade a quem quer que se lhe juntasse.
Para não despertar a atenção do Ministro de Portugal na França, Villegagnon fez espalhar a notícia de que a expedição se dirigia à costa da Guiné.
Desse modo, a expedição zarpou de Dieppe a 14 de agosto de 1555, com duas naus e uma naveta de mantimentos, nas quais se comprimiam cerca de seiscentas pessoas. Villegagnon era protegido por uma pequena guarda pessoal de escoceses. A expedição era integrada por um índio Tabajara, na qualidade de intérprete, na companhia de sua esposa, francesa. Acompanhava-a ainda André Thevet, que legou um relato sobre os primeiros momentos do estabelecimento: "Les singularitez de la France Antarctique". Mais tarde, ele se tornaria o principal cosmógrafo de Carlos IX de França. Por razões de saúde, entretanto, Thévet retornaria à França a 14 de fevereiro de 1556. Destacavam-se ainda, os seguintes passageiros:
- Boissy, sobrinho de Villegagnon, senhor de Bois-le-Comte;
- Nicolas Barré, ex-piloto, que também deixou uma memória da expedição: "Discours de Nicolas Barré sur la navigation du Chevalier de Villegagnon en Amérique" (Paris: Le Jeune, 1558)
- Dois beneditinos, conhecedores de botânica, que criaram a primeira escola católica na Guanabara.

O objetivo da expedição era:
- instalar núcleos colonizadores para o comércio com a Metrópole;
- interferir no comércio marítimo com as Índias.

Após serem repelidos nas ilhas Canárias pela artilharia da guarnição espanhola de Tenerife, alcançaram a costa do Brasil, na altura de Búzios, a 31 de outubro. Atingiram a baía de Guanabara em 10 de novembro de 1555.
Instalaram-se às margens da Guanabara, na região da atual praia do Flamengo, entre a foz do rio Carioca e o outeiro da Glória. Ali se projetava o estabelecimento de Henriville, em homenagem ao rei Henrique III de França.
Fortificou a ilha de Serigipe, escolhida como local de estabelecimento da principal defesa da França Antártica. Para esse fim, foram providenciados alojamentos em terra e desembarcados homens, armas, munições e ferramentas. Apesar das dificuldades com a mão-de-obra européia, graças ao auxílio dos indígenas, o forte foi concluído em três meses. Ao fim de alguns meses, entretanto, essa mão-de-obra cansou-se dos presentes que recebia, assim como do excesso de trabalho, uma vez que os franceses se esquivavam das tarefas mais pesadas. O Forte Coligny dispunha de cinco baterias apontadas para o mar.
Após alguns meses, compreendendo a precariedade da sua posição, solicitou ao soberano um efetivo de três a quatro mil soldados profissionais, centenas de mulheres para casarem no local e operários especializados.
Em 14 de fevereiro de 1556, dois dias após a partida de Bois-le-Comte e André Thevet para a França, ocorreu a primeira revolta na França Antártica: trinta conjurados liderados por um intérprete normando que fora obrigado a casar-se com uma indígena, planejaram o assassinato de Villegagnon, defendido por apenas oito homens de sua guarda escocesa.
Imaginando contar com a colaboração de um dos guardas, insatisfeito, prometeram-lhe um vultoso prêmio. O guarda, entretanto, não confiou nos rebeldes, avisando a Nicolas Barré. Denunciada, a conspiração foi abortada e reprimida exemplarmente: o líder evadiu-se, dois conspiradores foram julgados pelo Concelho da colônia e executados na forca, e os demais alcançaram penas menores.
Com relação às relações entre colonos, predominantemente do sexo masculino com as indígenas, Villegagnon exigiu o casamento dos franceses com elas perante o notário da expedição. Como resultado, muitos franceses fugiram para a floresta, passando a viver entre os indígenas. Alguns casaram-se contra a vontade, outros rebelaram-se e foram punidos, até mesmo ameaçados de morte.
Patentes as dificuldades de disciplina, crescia o descontentamento entre os colonos, muitos franceses tendo aproveitado a visita de navios mercantes para retornar ao país. Um outro ponto de atrito foi a discordância de Villegagnon quanto à prática da antropofagia por seus aliados Tupinambás.
A etapa seguinte foi a instalação da colônia em terra firme, o que se iniciou em meados de 1556. Denominada de Henriville, foi erguida com os tijolos fabricados em uma olaria assinalada nas ilustrações da época como "briqueterie". As suas casas foram destruídas pelo assalto português de 1560: ali viviam cerca de sessenta franceses, conforme carta de Villegagnon ao Duque de Guise.
O comércio francês com a baía de Guanabara, a esta altura, já se desenvolvia com regularidade. Entretanto, acirrando-se as lutas religiosas na França, tendo Coligny se convertido à Reforma Protestante, começou a cogitar na França Antártica como um possível refúgio para os huguenotes.
Dessa forma, estando o rei da França impossibilitado de enviar os recursos requisitados por Villegagnon, por falta de meios à época, Gaspar II de Coligny solicitou a Genebra, reduto Calvinista, que levasse um grupo de Calvinistas ao Brasil, a fim de estudar a possibilidade de para ali transferir milhares de protestantes perseguidos na França. Foram, desse modo, indicados dois pastores:
- Pierre Richier, um homem maduro, de cerca de cinquenta anos de idade; e
- Guillaume Chartier, um jovem que ainda estudava Teologia em Genebra.

Nove outros indivíduos foram aceitos no grupo, ao qual se juntou ainda Jean de Léry. Os gastos correram por conta de Coligny e do próprio Villegagnon.
O grupo partiu da França a 19 de novembro de 1556, em três barcos, comandados por Bois-le-Comte. Transportavam, no total, cerca de 300 pessoas, inclusive cinco moças para se casarem no Brasil. Sem poder abastecer-se nas Canárias, necessitaram assaltar navios portugueses e espanhóis para obter água e provisões, racionadas durante a viagem, marcada, de resto, pela indisciplina a bordo. A 26 de fevereiro de 1557 chegavam à baía de Guanabara. Embora decepcionado com o modesto reforço, Villegagnon acolheu afavelmente os recém-chegados, tendo escrito a Calvino a carta de 31 de março de 1557, na qual expõe as suas dificuldades.
Divergências teológicas entre Villegagnon e os calvinistas levaram ao retorno destes à França e à execução de três deles que permaneceram no Brasil. Quando os pastores calvinistas regressaram à França no início de 1558, Villegagnon dispunha apenas de oitenta homens, entre franceses e escoceses. Diante das acusações dos calvinistas, na França, Villegagnon retornou para justificar-se (1559), deixando em seu lugar o sobrinho, Bois-le-Comte, à testa do estabelecimento.
Na ausência de Villegagnon, o estabelecimento foi destruído por forças portuguesas comandadas por Mem de Sá em 1560, tarefa concluída por Estácio de Sá, um sobrinho do terceiro governador geral do Brasil, Mem de Sá, em 20 de janeiro de 1567. Nesta última fase da campanha, entre 1565 e 1567 ocorreu a fundação da cidade de São Sebastião do Rio de Janeiro.

## Homenagens
Praticamente desconhecido na França, era lembrado apenas por uma placa comemorativa afixada pela Sociedade Arqueológica de Provins, na fachada da casa onde nasceu em Provins. A meia altura, próximo à entrada principal, reza:

Texto originalː
"Ici est né en 1510
Nicolas Durand de Villegagnon,
Vice-amiral de France,
Commandeur de Malte.
Il fut le plus célèbre
Homme de mer de son temps."

Traduçãoː
"Aqui nasceu em 1510
Nicolas Durand de Villegagnon,
Vice-almirante da França,
Comandante de Malta.
Ele era o mais famoso  Marinheiro de seu tempo."

Note-se que Villegagnon não foi Almirante de França e sim da Bretanha.
Em 1 de agosto de 2000 foi inaugurado em Provins um pequeno obelisco, erguido com pedras retiradas da ilha de Villegagnon, oferecido pela Marinha do Brasil, inaugurado pelo embaixador do Brasil na França conjuntamente com o Prefeito da cidade.
Villegagnon é uma das personagens principais da série de TV de 2012 Vermelho Brasil / Rouge Brésil, sobre a tentativa de colonização francesa do Brasil. O papel é interpretado pelo actor Sueco Stellan Skarsgard.